# Тидеман, Отто Григ
Отто Григ Тидеман (норв. Otto Grieg Tidemand, 18 июня 1921, Осло, Норвегия — 10 июня 2006) — норвежский предприниматель и государственный деятель, министр обороны Норвегии (1965—1970).

## Биография
Родился в семье торговца. После окончания школы поступил в торговую гимназию Осло, но обучение перевала Вторая мировая война. Прошел обучение в летной школе в Канаде (1942). С 1942 по 1946 гг. был пилотом Королевских военно-воздушных сил Великобритании. Был отмечен несколькими боевыми наградами.
После войны занялся фрахтовым бизнесом, являлся совладельцем семейной судовой компании Joachim Grieg & Co (1950—1960), с 1960 г. стал собственником судоходной компании по транспортировке грузов Stove Shipping og Christen Smith Shipping & Co. К тому же он был 1962—1965 членом совета Norges банка, Центрального банка Норвегии, а также президент Ассоциации Норвежского Golf. Одновременно с 1962 по 1965 гг. являлся членом Наблюдательного совета Банка Норвегии. Кроме того, возглавлял Союз гольфистов Норвегии (1962—1965).
Активно занимался политической деятельностью с 1962 по 1965 гг. входил в Центральный совет Консервативной партии, являясь председателем ее финансовой комиссии. Являлся председателем регионального отделения Консервативной партии в Осло (1970—1974).
В 1965—1970 гг. занимал должность министра обороны в правительстве Пера Бортена. Находясь на этом посту, в июне 1968 г. отдал приказ норвежским войскам открыть огонь по советским солдатам в случае, если подразделения Советской Армии перейдут границу и продвинутся на территорию Норвегии в районе Киркенеса. Это произошло после того как Советский Союз в ответ на учения НАТО с участием американских войск в Финнмарке выдвинул бронетехнику к границе с Норвегией.  В то же время политик был уверен, что происходит исключительно массированная демонстранция силы. По его мнению, Советский Союз ни за что бы не нарушил государственную границу его страны.
В 1970—1971 гг. — министр торговли и судоходства Норвегии. На этом посту являлся членом Совета Международного банка реконструкции и развития и Азиатского банка развития.
После ухода из правительства возглавил собственную судоходную компанию и занимал другие управленческие позиции в бизнесе. В частности, являлся председателем совета директоров минерально-нефтяной компании
Saga Petroleum (1975—1978), председателем совета директоров верфи Fredrikstad Mekaniske Verksted A/S, а с 1978 по 1997 гг. возглавлял норвежское дочернее отделение шведской промышленной группы Atlas Copco.
- 1979—1988 гг. — председатель совета директоров судоходной компании A / S Kosmos,
- 1980—1981 гг — председатель наблюдательного совета компании Saga Petroleum,
- 1981—1996 гг. — председатель совета директоров нефтяной компании Norske Fina,
- 1982—1987 гг. — председатель совета директоров горнодобывающей компании SNSK (Store Norske Spitsbergen Kulkompani),
- 1984—1986 гг. — генеральный директор исследовательской компании Vesta Hygea.

## Награды и звания
За боевые заслуги в годы Второй мировой войны был отмечен: юбилейной медалью Короля Хокона VII (1943), выпущенной к 70-летнему юбилею короля Хокона VII, британским крестом Крест «За выдающиеся лётные заслуги» (1944), Военной медалью (1944),  Медалью святого Олафа с дубовой ветвью (1944), Медалью Обороны 1940—1945 (1945).
Командор ордена Святого Олафа (1977).
Был награждён зарубежными наградами: Большим крестом 2-го класса ордена «За заслуги перед Федеративной Республикой Германия», командор 1-го класса шведского ордена Полярной звезды (1990) и командор бельгийского ордена Леопольда I (1997).